# Daisuke Gōri
Daisuke Gōri (jap. 郷里大輔 Gōri Daisuke), właściwie Yoshio Nagahori (jap. 長堀芳夫 Nagahori Yoshio; ur. 8 lutego 1952 r. w Tokio, zm. 17 stycznia 2010 r. w Nakano) – japoński seiyū pochodzący z Kōtō. Pracował dla firmy Aoni Production. Jego przyjacielem był Kazuhiko Inoue, z którym znał się z czasów młodości.
Kilka lat przed śmiercią aktora zdiagnozowano u niego cukrzycę. Choroba wpłynęła na odwarstwienie siatkówki, przez co aktor skarżył się, że nie może dobrze wykonywać swojej pracy. 17 stycznia 2010 roku martwe ciało Gōriego zostało znalezione na ulicy. Media donoszą, że najprawdopodobniejszą przyczyną śmierci aktora jest popełnienie przez niego samobójstwa poprzez podcięcie żył. Policja znalazła przy jego ciele zakrwawiony nóż introligatorski oraz testament z ostatnią wolą zmarłego, kartkę z napisem: Przepraszam (ごめんね Gomen ne) i Dziękuję (ありがとう Arigatō) adresowaną do jego rodziny i bliskich.

## Role głosowe w anime
- Gęś w Cudowna podróż, 1980 rok
- Ushiyama w Gigi, 1981 rok
- Herakles oraz Max w Lucy May, 1982 rok
- Iron Man Ultra Z  w Starzan, 1984 rok
- James w Mała księżniczka, 1985 rok
- Szatanus; Morski Żółw; Pułkownik Żółty (odc. 58); Cymbal (odc. 104-105); Kociołek-Drum; Yaochun (odc. 128); Inoshikachō; Gora (odc. 81) oraz inne dodatkowe głosy w Dragon Ball, 1986 rok
- Heracles Algethi w Rycerze Zodiaku (odc. 37), 1986 rok
- Hathi w Księga dżungli, 1989 rok
- Bill w Piotruś Pan, 1989 rok
- Morski Żółw, Szatanus, Wielki Sędzia, Herkules (Mister Satan), Generał Kord, Vinegar, Porunga oraz inne dodatkowe głosy w Dragon Ball Z, 1989 rok
- Szef, Dondon, oraz pracownik sklepu w Shin-chan, 1992 rok
- Ruby Eye Shabranigdo w Slayers: Magiczni wojownicy, 1995 rok
- Morski Żółw, Herkules (Mister Satan), Wielki Sędzia, Zły Niebieski Shen Lóng oraz Boski Smok w Dragon Ball GT, 1996 rok
- Jūsan Tonoyama w Detektyw Conan, 1996 rok
- Fatty River w Cowboy Bebop, 1998 rok
- Dekaruto w Trigun, 1998 rok
- Kantoku Hakutaku w Great Teacher Onizuka, 1999 rok
- Dorry w One Piece, 2001 rok
- Mikio w Pokémon, 2001 rok
- Dominic LeCoulte w Fullmetal Alchemist, 2003 rok
- Kyōkotsu w InuYasha, 2003 rok
- Rockstar w One Piece, 2003 rok
- Junji Handa w Paranoia Agent, 2004 rok
- Matsunosuke Shibui w Samurai Champloo, 2004 rok
- Kumazō Maeda w Yu-Gi-Oh! GX, 2004 rok
- Inoue the Yakuza Boss w Gintama, 2006 rok
- Ojciec Mitsukuni w Ouran High School Host Club, 2006 rok
- Genji Shirahama w Shijō saikyō no deshi Ken’ichi, 2006 rok
- Dondochakka Bilstin w Bleach, 2007 rok
- Dark Dragon w Blue Dragon, 2007 rok
- Eddy Honda w Keroro gunsō, 2007 rok
- Kazekonkon w Anpanman, 2007 rok
- Gebaruto w Doraemon, 2008 rok
- Szatanus, Wielki Sędzia, oraz Porunga w Dragon Ball Kai, 2009 rok

## Gry wideo
- Game oraz Tarukus w JoJo’s Bizarre Adventure
- Mister Satan w Dragon Ball Z: Budokai
- Heihachi Mishima w Death by Degrees
- Gilgamesz w Final Fantasy XII
- Scott Dolph w Metal Gear Solid 2: Sons Of Liberty
- Heihachi Mishima w Namco × Capcom, 2005 rok
- Heihachi Mishima w Tekken